# Covarrubias
Covarrubias – gmina w Hiszpanii, w prowincji Burgos, w Kastylii i León, o powierzchni 41,07 km². W 2011 roku gmina liczyła 626 mieszkańców.

## Współpraca
- Tønsberg, Norwegia